# 奥杜邦学会
奥杜邦学会（The National Audubon Society）是美国的一个非營利性民间环保组织，这一组织以美国著名画家、博物学家奥杜邦来命名，专注于自然保育。
奥杜邦学会建立于1886年，是世界上同类组织中历史最悠久的。取名为奥杜邦学会旨在纪念法国裔美国人鸟类学家、博物学家和画家约翰·詹姆斯·奥杜邦。奥杜邦在1827年至1838年间出版的著名著作《美国鸟类》中绘制，编目并描述了北美的鸟类。
该协会有近500个地方分会，每个分会都是一个独立的501（c）（3）非营利组织，自愿隶属于国家奥杜邦协会，该组织经常组织观鸟实地考察野外活动和保护相关活动。它还协调每年12月在美国举办的圣诞节鸟类统计，一个公众科学模型，与康乃爾鳥類學實驗室合作，以及每年二月的后院数鸟活动(Great Backyard Bird Count)。 奥杜邦学会与康奈尔大学一起创建了eBird，这是一个鸟类观察的在线数据库。国家奥杜邦学会还有许多全球合作伙伴，帮助那些迁移到美国境外的鸟类，包括位于英国的BirdLife International，加拿大的Bird Studies以及拉丁美洲和加勒比地区的许多合作伙伴。 奥杜邦的国际联盟计划（IAP）汇集了整个西半球的人们，共同致力于在重要鸟类区（IBA）实施保护解决方案。
该协会的主要办事处位于纽约市和华盛顿特区，并在约24个州设有办事处。 它还拥有并经营着一些向公众开放的自然中心，位于城市环境中，包括纽约市，乔普林，凤凰城市，达拉斯市和洛杉矶市，以及鸟类保护区和其他自然区域。 奥杜邦中心帮助建立人与自然之间的终身联系，为年轻和多元化社区的保护培养管家。

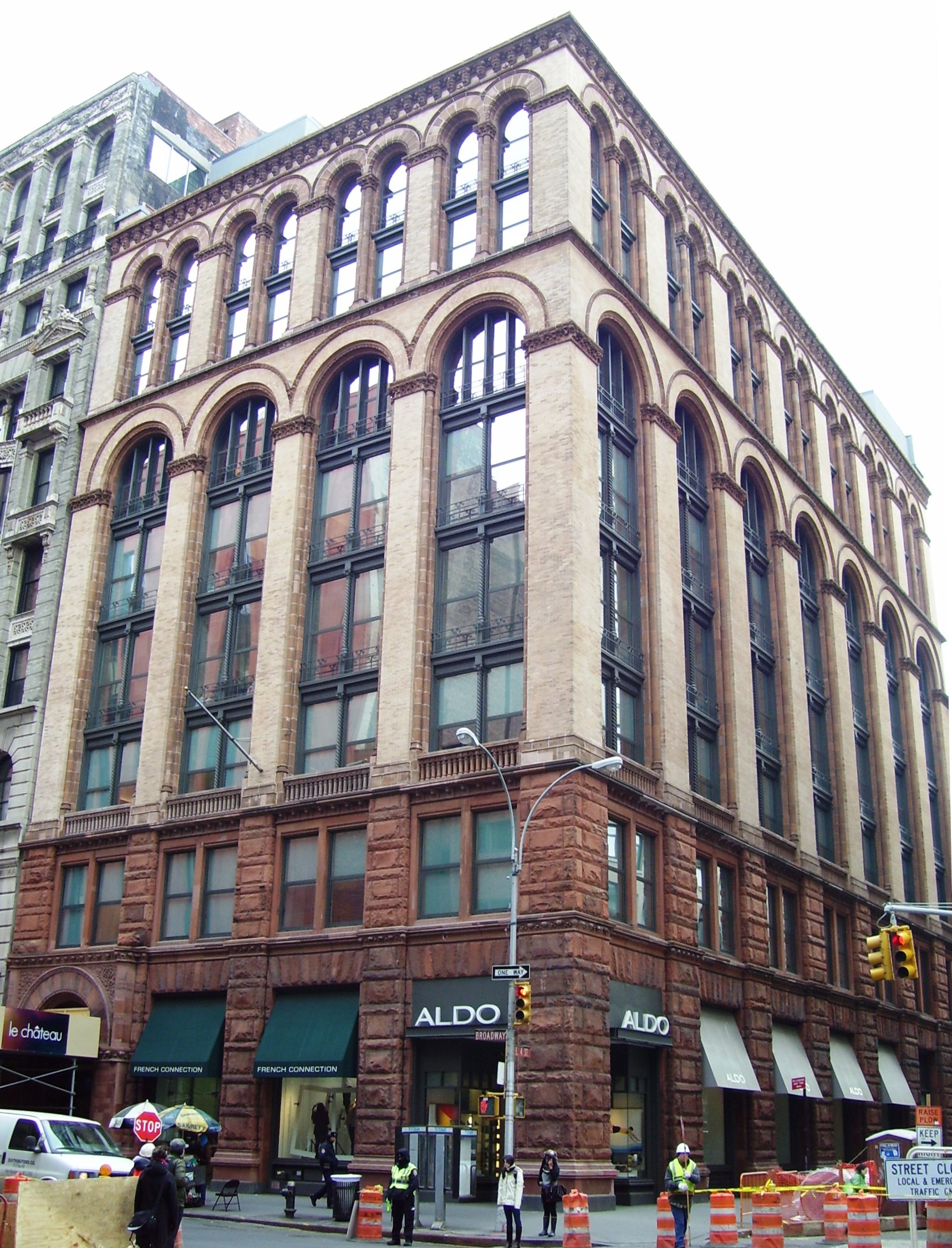
在纽约州曼哈顿百老匯大道700号的奥杜邦学会的前总部（"Audubon House"）

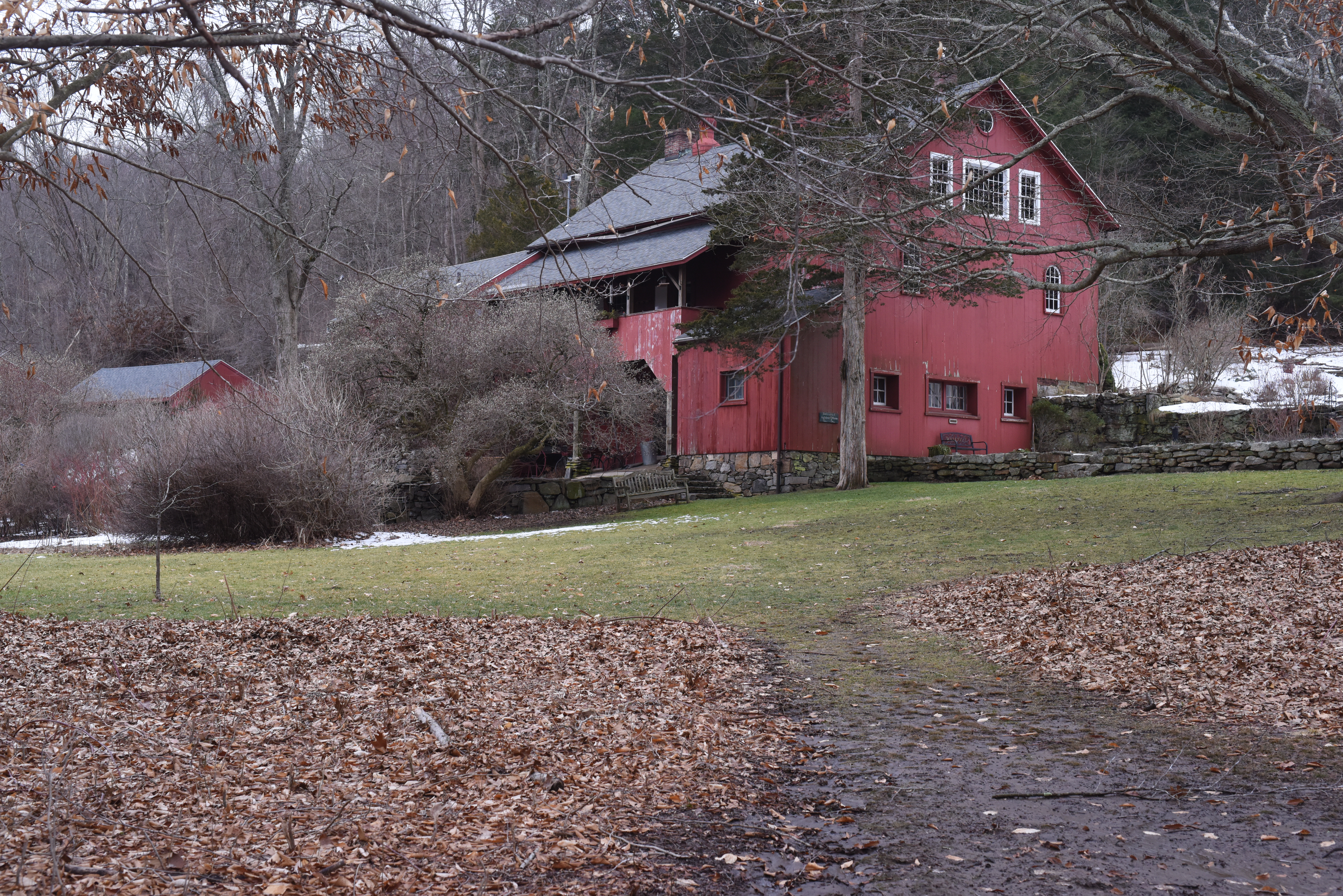
奥杜邦中心，位于康涅狄格州绍斯伯里市河湾区。

## 《奥杜邦杂志》
奥杜邦学会出版一本名叫《奥杜邦杂志》，这本杂志以自然为主要主题。